# Валкенир, Гиллис
Гиллис Валкенир (нидерл. Gillis Valckenier; 1623 — 1680, Амстердам) — голландский политик, бургомистр Амстердама в 1665, 1666, 1668, 1670, 1673, 1674, 1676, 1678 и 1679 годах. Он был сильной личностью, но менял союзников как настоящий оппортунист.
Валкенир был сыном шкипера из Лейдена. Он учился в Лейденском университете. В 1649 году он был назначен шеффеном, а в 1657 году — администратором Голландской Ост-Индской компании. С 1666 года он участвовал в образовании Вильгельма III Оранского вместе с Яном де Виттом и Корнелисом де Граффом, но через год после этого он подписал Вечный эдикт (1667) ... о сохранении свободы, который, как только было позволено законом, был должным образом принят и обнародован. Его тремя главными пунктами были упразднение должности штатгальтера, окончательное разделение должностей генерал-капитана и штатгальтера во всех провинциях, и передача политических функций штатгальтера Голландии провинциальным Штатам.
После политической борьбы с семьями де Виттов и де Граффов в Год бедствий (1672), Николаас Витсен и Иоганн Худде стали его противниками в городском совете. Когда Андрис де Графф утратил свои позиции в политике, а Кунрад ван Бёнинген был отправлен в Англию в качестве посла, Валкенир был влиятельнее, чем когда-либо. Уильям Темпл написал в своих Наблюдениях об Объединенных Провинциях: «турецкий султан не был так могуществен в своей стране, как Валкенир в Амстердаме (одевался и вел себя как лавочник)».
Потомок его, Адриан Валкенир, стал в 1737 году генерал-губернатором Голландской Ост-Индии.